# Tortula subcuneifolia
Tortula subcuneifolia là một loài Rêu trong họ Pottiaceae. Loài này được (Kindb.) Broth. miêu tả khoa học đầu tiên năm 1902.